# Creich Castle

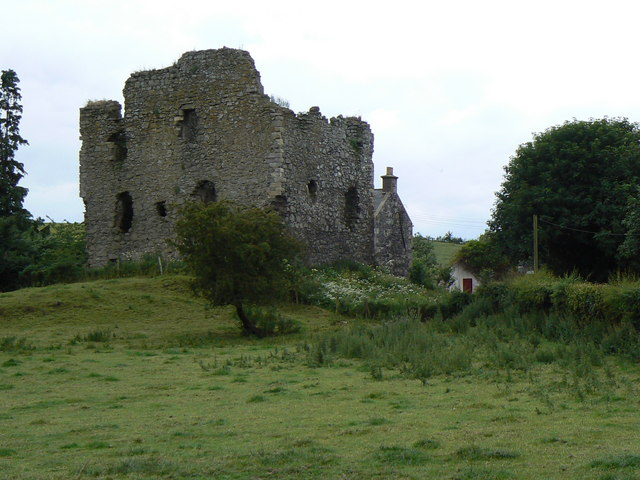
Die Ruinen von Creich Castle

Creich Castle ist die Ruine eines Wohnturms beim Dörfchen Creich in der schottischen Council Area Fife. Der Wohnturm hatte einen L-förmigen Grundriss und war drei oder vier Stockwerke hoch.
Seine Reste sind als Scheduled Monument denkmalgeschützt.

## Geschichte
Die Burg wurde im 11. Jahrhundert als Verteidigungsbauwerk gegen Überfälle der Wikinger errichtet, die reiche Bauernhöfe südlich des Tay überfielen. Constantine, Earl of Fife, ließ sie erweitern.
Die Burg gehörte bis ins 13. Jahrhundert den Earls of Fife. Die heute sichtbaren Ruinen stammen aus dem 16. Jahrhundert.